# Collin (Roman)

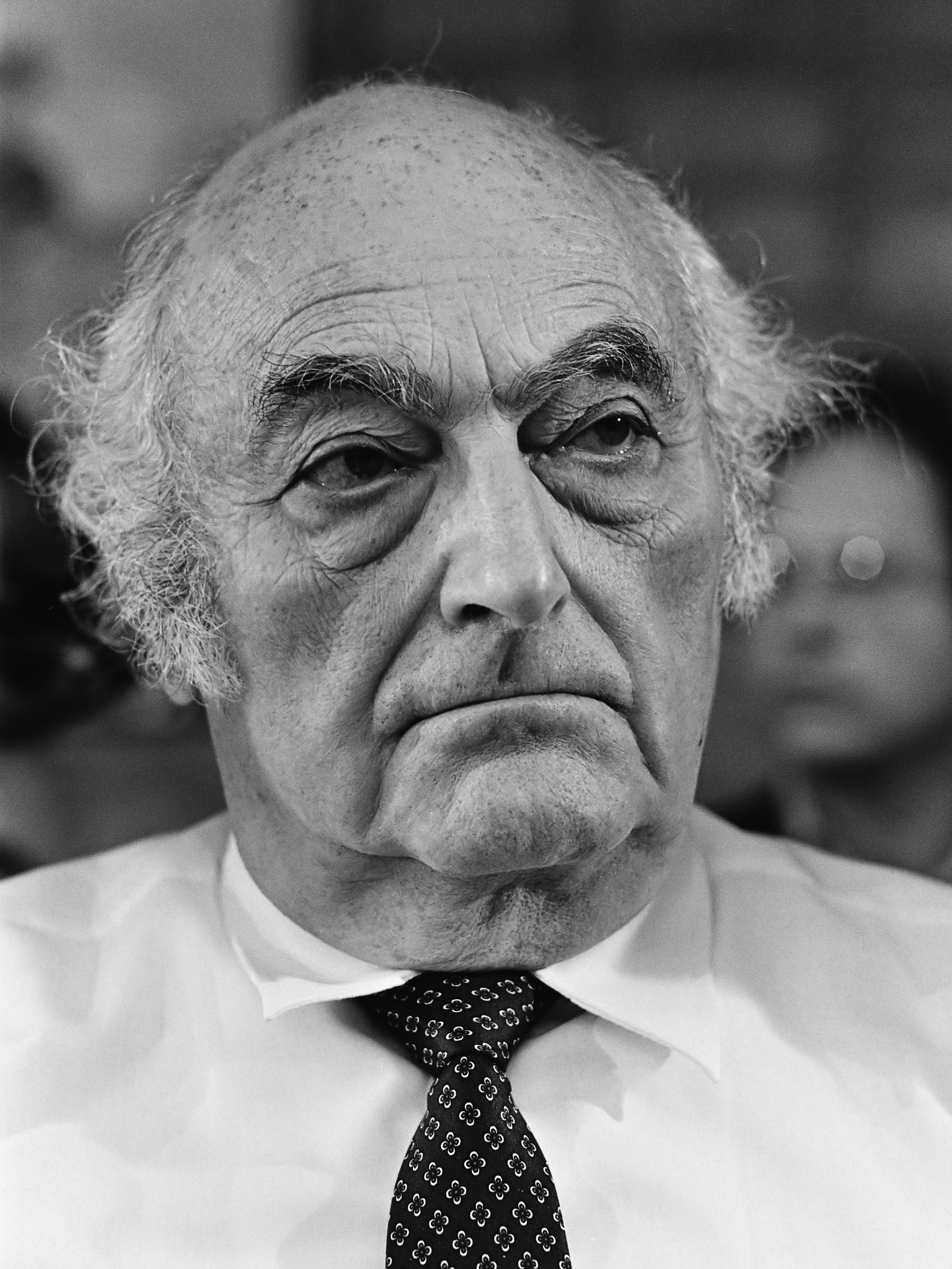
Stefan Heym (1982)

Collin ist ein Roman von Stefan Heym von 1979. Er wurde über 100.000-mal verkauft und 1981 verfilmt. Seine Veröffentlichung führte zum Ausschluss von Stefan Heym aus dem Schriftstellerverband der DDR.

## Inhalt
Der preisgekrönte Staatsschriftsteller Collin liegt im Regierungskrankenhaus zusammen mit dem Minister für Staatssicherheit in einem Zimmer. In den Gesprächen und dem Verlauf der Handlung geht es vor allem um die Vergangenheit mit Verfahren und Verurteilungen von Schriftstellern und Kulturfunktionären.
Der Roman galt als die bis dahin kritischste schriftstellerische Darstellung der stalinistischen Kulturpolitik der DDR in den 1950er Jahren. Einige Figuren zeigen Bezüge zu realen Personen wie dem Staatssekretär Paul Merker (Faber), dem Verleger Walter Janka (Havelka), dem Kulturminister Johannes R. Becher (Curd), der Theaterintendantin Helene Weigel (Pamela Piddelkoe) oder dem ungarischen Autor Georg Lukács (Daniel Keres).

## Umstände
Nach seiner Unterschrift unter die Protesterklärung gegen die Ausbürgerung von Wolf Biermann 1976 konnte Stefan Heym in der DDR keine Bücher mehr veröffentlichen. 
Er hatte es nach eigenen Worten satt, immer um den „heißen Brei“ herumzureden, und wollte schonungslos die Geschichte der stalinistischen Kulturpolitik der DDR in den 1950er Jahren darstellen.
Der Roman Collin erschien im Februar 1979 im Bertelsmann Verlag in München, ohne dass dafür die nötige Zustimmung des Büros für Urheberrechte in der DDR beantragt worden war. Daraufhin wurde ein Strafverfahren gegen Stefan Heym wegen „Devisenvergehen“ eröffnet. Dieses führte zu einem offenen Protestbrief von acht DDR-Schriftstellern, wie Erich Loest und Jurek Becker, an Staats- und Parteichef Erich Honecker sowie zu wütenden polemischen Attacken gegen Stefan Heym durch einige staatsnahe Autoren. Im Mai wurde er zu 9000 Mark Geldstrafe verurteilt. Im Juni wurden fünf der Unterzeichner des Protestbriefes sowie drei weitere Autoren und Stefan Heym aus dem Schriftstellerverband der DDR ausgeschlossen. Er blieb danach zwar in der DDR, konnte dort aber in den nächsten Jahren nicht mehr veröffentlichen.
1990 konnte der Roman Collin erstmals in der DDR erscheinen.

## Ausgaben
Die Fischer-Taschenbuch-Ausgabe erschien in über 100.000 Exemplaren. Es gab Übersetzungen ins Norwegische, Schwedische, Englische und Hebräische.
- Collin, Bertelsmann, München 1979 Kurzauszüge
- Collin, Fischer Taschenbuch
- Collin, Buchverlag Der Morgen, Berlin 1990